# Ozothamnus eriocephalus
Ozothamnus eriocephalus là một loài thực vật có hoa trong họ Cúc. Loài này được (J.H.Willis) Anderb. mô tả khoa học đầu tiên năm 1991.